# Luka Omladič
Luka Omladič, slovenski filozof in okoljevarstvenik, * 29. maj, 1973, Ljubljana. V Sloveniji je dobro poznan tudi kot okoljski analitik.
Je univerzitetni diplomirani filozof in doktor filozofije na Filozofski fakulteti Univerze v Ljubljani, kjer dela tudi kot asistent na filozofskem oddelku. Aktivno sodeluje pri raznih okoljevarstvenih društvih kot so Greenpeace Slovenija. Svoje znanje, mnenja in mišljenja deli z javnostjo v raznih intervjujih, člankih in oddajah. Področja njegovih raziskovanj so politična filozofija, filozofija zgodovine, okoljska in bioetika ter epistemologija.

### Študentska leta
Od leta 1992 do 1998 je študiral na Filozofski fakulteti v Ljubljani. Njegovo diplomsko delo je bilo Ekološka filozofija in epistemološka zmeda nove dobe. Nagrajeno je bilo s fakultetno Prešernovo nagrado. Opravljal je tudi podiplomski študij in sicer pod mentorstvom Mirana Božoviča, Mladena Dolarja, Jelice Šumič Riha in Slavoja Žižka.
Med letoma 1999 in 2001 je bil mladi raziskovalec, od leta 2002 asistent predmeta socialna filozofija in filozofija zgodovine na Oddelku za filozofijo. Od leta 2005 do 2008 je bil član Filozofske raziskave in od 2008 do 2011 je delal na Raziskovanem projektu Novo poročilo o stanju vednosti v najrazvitejših družbah. Od leta 2005 piše tudi blog kjer večinoma piše o okoljevarstvenih problemih in o trajnostnem razvoju naše države.
Od 2023 je državni sekretar na Ministrstvu za solidarno prihodnost, pristojen za področje dolgotrajne oskrbe.
Na evropskih volitvah 2024 je kandidiral na šestem mestu liste stranke Levica. Stranki ni uspel preboj v Evropski parlament, Omladič pa je dobil 734 preferenčnih glasov volivcev.

## Uredništvo in strokovna dela
Član uredništva Kvarkadabra
Član uredništva Založbe Krtina
1998-2001 urednik za filozofijo revije Kolaps
Predsednik Slovenskega filozofskega društva (2008)
2006 – član uredništva revije Proteus
2006 – Član uredništva spletne revije Krtača

## Urednik knjig
Strokovni svetovalec  Programa Stranke mladih Slovenije (2004)
Zakaj je nebo modro, Krtina 2004
J. A. Brillat-Savarin, Fiziologija Okusa, Krtina 2005
S. Dolenc, Kratke zgodbe o skoraj vsem, Kvarkadabra 2008
R. Filmer, Patriarcha, Krtina 2008

## Zanimivosti
Luka Omladič je sodeloval tudi na 18. Festival dokumentarnega filma 2016.
Sašo Dolenc je leta 2011 o njem zapisal, : » Eden pomembnejših okoljskih analitikov, sposoben treznega in pragmatičnega, a še vedno ‘zelenega’ pogleda na vprašanja.” Sam trdi, da je absurdno domnevati, da lahko rast produkcije ob omejenih naravnih virih traja v nedogled.